# Amerila crockeri
Amerila crockeri là một loài bướm đêm thuộc phân họ Arctiinae, họ Erebidae.